# Сунчхон
Сунчхо́н (кор. 순천시, 顺天市, Suncheon-si) — місто в провінції Чолла-Намдо, Південна Корея.